# Chicago Stadium
El Chicago Stadium (Estadio de Chicago) fue un famoso e histórico pabellón polideportivo que se encontraba en la ciudad de Chicago, Illinois. Fue la sede de los Chicago Blackhawks de la NHL entre 1929 y 1994 y de los Chicago Bulls de la NBA entre 1967 y 1994.
El recinto fue sede de numerosos eventos históricos, incluido el primer All Star de la NFL, que tuvo que disputarse a cubierto debido a las inclemencias del tiempo en 1932, o las convenciones del Partido Demócrata de 1932, 1940 y 1944 y del Partido Republicano en 1932 y 1944. También se han celebrado infinidad de conciertos y combates de boxeo.

## Historia
Fue terminado el 28 de marzo de 1929, con un coste total de 9,5 millones de dólares y una capacidad de 17 317 espectadores, siendo en la época el mayor pabellón cubierto deportivo del mundo, seguido de lejos por la tercera reencarnación del Madison Square Garden de Nueva York, cuya capacidad rondaba entonces la mitad. Fue también el primer estadio cubierto dotado de aire acondicionado.
La capacidad oficial era de 17 317 espectadores, pero esa cifra era continuamente sobrepasada según las crónicas de la época. El mayor lleno se produjo en un partido de play-offs de la NHL entre los Blackhawks y Minnesota North Stars, el 10 de abril de 1982, cuando se contabilizaron 20.069 espectadores.

### ElManicomio de Madison
Debido a la estructura del edificio, a la cercanía del público a los jugadores, al triple nivel de graderíos, al griterío habitual del público y al órgano de 3633 tubos que acompañaba a los espectáculos, el estadio se ganó el sobrenombre del Manicomio de Madison (Street)

## Demolición
Después de que los Blackhawks y los Bulls se trasladaran al United Center, el Chicago Stadium fue demolido en 1995.